# Tennessee Ernie Ford
Tennessee Ernie Ford, pseudonimo di Ernest Jennings Ford (Bristol, 13 febbraio 1919 – Reston, 17 ottobre 1991), è stato un cantante statunitense pioniere nella registrazione musicale e conduttore televisivo, che ebbe successo nella musica country & western, pop, e gospel.

## Biografia
Nato il 13 febbraio 1919 a Bristol, in Tennessee, Ford cominciò la sua carriera alla radio come annunciatore presso la stazione WOPI di Bristol, che lasciò nel 1939 per studiare canto (da basso) al Conservatorio Musicale di Cincinnati. Dopo aver prestato servizio nella Seconda guerra mondiale, Ford lavorò presso le stazioni radio californiane di San Bernardino e Pasadena, prima di firmare un contratto per registrare con la Capitol Records nel 1949. Nei primi anni cinquanta incise quasi 50 singoli di genere country, parecchi dei quali entrarono in classifica, e prese il posto di Kay Kyser come conduttore del quiz show College of Musical Knowledge della NBC quando tornò brevemente nel 1954 dopo un'interruzione di quattro anni.
Ford fece un colpo inatteso nel 1955 nella classifica pop con la sua cover di Sixteen Tons di Merle Travis, il lamento di un minatore di carbone in rima baciata e con un tono fatalistico che contrastava vivamente con le ballate zuccherine pop e le energiche canzoni proto-rock che dominavano le canzoni del tempo:
(Sixteen Tons, ritornello)
Sixteen Tons rimase dieci settimane al numero uno nelle classifiche country e sette settimane in testa alle classifiche pop Billboard Hot 100 e rese Ford una star "ibrida". Ford successivamente condusse il suo varietà personale in prima serata, The Tennessee Ernie Ford Show, che andò in onda sulla NBC dal 1956 al 1961. Nel 1956 pubblicò Hymns, il suo primo album gospel, che rimase nella classifica dei miglior album (stilata dalla rivista Billboard) per ben 277 settimane consecutive; il suo album Great Gospel Songs vinse un Grammy Award nel 1964.
Negli anni, Ford ricevette tre stelle nella Hollywood Walk of Fame, per la radio, i dischi, e la televisione. Fu premiato con la Medaglia presidenziale della libertà nel 1984 e fu introdotto nel Country Music Hall of Fame nel 1990.
Ford fu colpito da una grave insufficienza epatica il 28 settembre 1991, poco dopo aver lasciato la Casa Bianca, dove era stato ospitato per colazione dal presidente George H. W. Bush. Morì il 17 ottobre, esattamente 36 anni dopo l'uscita di Sixteen Tons.